# Metropolitan Borough of Bury
Bury ist ein Metropolitan Borough im Metropolitan County Greater Manchester in England. Verwaltungssitz ist die gleichnamige Stadt Bury, in der rund ein Drittel der Bevölkerung lebt. Weitere bedeutende Orte im Borough sind Prestwich, Radcliffe, Ramsbottom, Tottington und Whitefield. Partnerstädte sind Datong (China), Angoulême und Tulle (Frankreich), Schorndorf (Deutschland) sowie Woodbury (Vereinigte Staaten).
Die Reorganisation der Grenzen und der Kompetenzen der lokalen Behörden führte 1974 zur Bildung des Metropolitan Borough. Fusioniert wurden dabei der County Borough Bury, die Boroughs Prestwich und Radcliffe sowie die Urban Districts Tottington und Whitefield. Diese Verwaltungseinheiten gehörten zuvor zur Grafschaft Lancashire.
1986 wurde Bury faktisch eine Unitary Authority, als die Zentralregierung die übergeordnete Verwaltung von Greater Manchester auflöste. Bury blieb für zeremonielle Zwecke Teil von Greater Manchester, wie auch für einzelne übergeordnete Aufgaben wie Polizei, Feuerwehr und öffentlicher Verkehr.